# Terror and Hubris
Terror and Hubris è il primo DVD del gruppo musicale statunitense Lamb of God, pubblicato nel gennaio 2004 dalla Epic Records.

## Il disco
Contiene filmati, live video, contenuti extra e scene dal backstage riguardo alla formazione e all'affermazione della band nel panorama metal, sin dai loro esordi con il nome Burn the Priest oltre che con la successiva carriera di Lamb of God. Il DVD, nei contenuti extra, racchiude anche i videoclip dei brani Ruin e Black Label, mentre 11th Hour (brano presente nel precedente As the Palaces Burn) manca per ragioni legali.

## Tracce
1. Intro
2. How They Met Interview
3. In the Absence of the Sacred
4. The Blair Shit Project
5. The Subtle Arts of Murder and Persuasion
6. The Writing Process
7. Ruff Buffet
8. Hellfest Interview
9. Pariah
10. Behind the Scenes of Ruin
11. Ruin
12. Final Interview

Contenuti extra
- Feature Commentary from the band
- Ruin (Music Video)
- DC Shoes Commercial
- Contest winner video for A Warning
- The Subtle Arts of Murder and Persuasion (Live)
- In the Absence of the Sacred (Live)
- Pariah (Live)
- Ruin (Live)

## Formazione
- Randy Blythe – voce
- Willie Adler – chitarra
- Mark Morton – chitarra
- John Campbell – basso
- Chris Adler – batteria